# Adiaphorus
Adiaphorus is een geslacht van kevers uit de familie  
kniptorren (Elateridae).
Het geslacht is voor het eerst wetenschappelijk beschreven in 1859 door Candèze.

## Soorten
Het geslacht omvat de volgende soorten:
- Adiaphorus elevatus Vats & Chauhan, 1992
- Adiaphorus gracilicornis Candèze, 1859
- Adiaphorus levisus Vats & Chauhan, 1992
- Adiaphorus malaisei Fleutiaux, 1942
- Adiaphorus modestus Candèze, 1892